# أبو منقار صلب الرأس
أبو منقار صلب الرأس (الاسم العلمي: Chriodorus atherinoides)، سمكة من نصفيات المنقار توجد في المياه الساحلية لغرب المحيط الأطلسي من جنوب الولايات المتحدة إلى المكسيك بما في ذلك كوبا وجزر البهاما. هذا النوع هو متحمل الملوحة وكثيرا ما يهاجر الأنهار. ليس له قيمة تجارية. على عكس معظم نصفيات المنقار الأخرى، الفكه العلوي والسفلي بذات الحجم.